# Masacres armenio-tártaras (1905-1906)
Las masacres armenio-tártaras (también conocidas como Guerra armenio-azerí) fueron una serie de sangrientos enfrentamientos que tuvieron lugar entre dos grupos étnicos, los armenios y los azeríes, actuales habitantes de Azerbaiyán, entonces designados como tártaros caucásicos.  Los enfrentamientos se sucedieron a lo largo de todo el territorio del Cáucaso entre 1905 y 1907. 

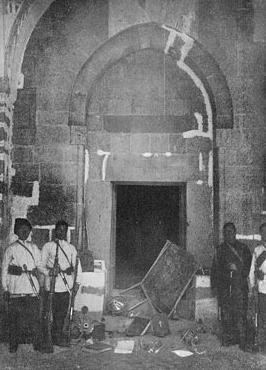
Una iglesia armenia saqueada y destruida por los tártaros.

La causa principal que motivó el estallido de hostilidades entre ambos pueblos fue el odio que suscitaba la población musulmana de la región en los armenios cristianos.
Las masacres comenzaron en febrero durante la Revolución rusa de 1905, y se cobraron cientos de vidas. Los enfrentamientos más violentos se produjeron en febrero de 1905 en Bakú, en mayo de aquel mismo año en Najicheván, en agosto en Shusha y en noviembre en Ganja. Dichos enfrentamientos dañaron gravemente las ciudades y los campos petrolíferos de Bakú. Algunos actos de violencia, aunque en menor escala estallaron en Tiflis. Los enfrentamientos no se limitaron a las ciudades, 128 poblados armenios y 158 azerbaiyanos fueron destruidos o saqueados.